# 青木喜久代
青木喜久代，（日语：／ Aoki Kikuyo、1968年5月24日—），出身於日本東京都，女子職業圍棋選手，隸屬日本棋院，师从菊池康郎。曾獲得女流名人頭銜五次，女流鶴聖頭銜四次、女流最強頭銜一次、女流棋聖頭銜一次，目前生涯累計獲得11次頭銜，為日本職業圍棋史上第二多的女子棋士。哥哥青木紳一九段同是職業圍棋棋士。

## 生平
6歲時開始學棋，10歲時進入菊池康郎主持的綠星會（現在的綠星圍棋學園），在1980年獲得少年少女圍棋大會小学生組的第四名。隔年進入日本棋院成為院生，1986年成為職業棋士。
1990年獲得女流名人頭銜，此後多次獲得各項女流頭銜，在2006年時累積獲得10次頭銜，為史上第三位獲得10次頭銜的女子棋士前三位為（1982年小林禮子七段、1994年杉內壽子八段、2005年小林泉美六段）
2012年，擊敗謝依旻取得女流棋聖頭銜，除了是第一次獲得此頭銜外，生涯累計11次的頭銜也成為史上生涯頭銜次數第二多的女子棋士。（第一為謝依旻）
1999年結婚，並先後在2000年、2002年生下長女、次女。
昇段過程
- 1981年 - 院生
- 1986年 - 入段
- 1982年 - 二段
- 1989年 - 三段
- 1991年 - 四段
- 1992年 - 五段
- 1994年 - 六段
- 1997年 - 七段
- 2000年 - 八段

## 主要成绩

### 頭銜紀錄
| 頭銜       | 總計 | 年份                         | 期數                 | 特殊紀錄 |
| ---------- | ---- | ---------------------------- | -------------------- | -------- |
| 女流最強位 | 1屆  | 2001                         | 第3屆                |          |
| 女流鶴聖   | 4屆  | 1991~1992, 1994, 2000        | 第13~14, 16, 22屆    |          |
| 女流名人   | 5屆  | 1990, 1999～2000, 2002, 2006 | 第2, 11~12, 14, 18屆 |          |
| 女流棋聖   | 1屆  | 2012                         | 第15期               |          |

累積獲得合計11頭銜